# Bandiera della Birmania
La bandiera della Birmania fu adottata il 21 ottobre 2010, per sostituire la bandiera della repubblica socialista in uso fin dal 1974. La nuova bandiera è stata introdotta insieme alle modifiche alla denominazione ufficiale del Paese e all'inno nazionale, tra cui una nuova Costituzione, prima delle elezioni generali previste per novembre 2010.
La bandiera ha tre strisce orizzontali di colore giallo, verde e rosso con una stella bianca a cinque punte nel mezzo. I tre colori delle strisce vogliono simboleggiare la solidarietà, la pace e la tranquillità, il coraggio e la risolutezza.
È usata come bandiera di comodo.

## Bandiere storiche
Le bandiere storiche dei monarchi birmani avevano in primo piano un pavone verde. L'uso del pavone verde proseguì durante il periodo coloniale britannico. Il simbolo del pavone continua a comparire nella bandiera della Lega Nazionale per la Democrazia, il partito del premio Nobel Aung San Suu Kyi, che fu messo al bando dal Consiglio di Stato per la Pace e lo Sviluppo.
La prima bandiera della Birmania indipendente, rossa e blu con una stella bianca, risale al movimento della resistenza anti-giapponese durante la seconda guerra mondiale. Dopo l'indipendenza del 1948 su questa base venne creata una nuova bandiera, con l'aggiunta di cinque stelle piccole attorno alla stella centrale per simbolizzare l'unità dei popoli del paese.
La bandiera fu poi modificata il 3 gennaio 1974, all'atto della dichiarazione di una repubblica socialista in Birmania da parte di Ne Win.
Il disegno non era radicalmente diverso dalla bandiera precedente della Birmania che aveva un campo rosso con un cantone blu, nell'angolo superiore sul lato del pennone. L'immagine all'interno del cantone mutò in una ruota dentata con una pianta di riso sovrapposta; questi erano simboli socialisti e rappresentavano gli operai e i contadini. Attorno a questi erano presenti 14 stelle bianche a cinque punte, che rappresentavano gli stati della Birmania; il bianco rappresentava la purezza, il blu la pace e l'integrità, e il rosso il coraggio.

Bandiera del Regno di Hanthawaddy (c. 1300-1500)
Bandiera del Regno di Konbaung (1752-1885)
Bandiera civile dell'Impero anglo-indiano, che comprendeva la Birmania (1886-1937)
Bandiera della Birmania britannica (1939-1941 e 1945-3 gennaio 1948)
Bandiera provvisoria della Birmania britannica (30 marzo 1941-1942)
Bandiera dell'Impero giapponese, usata provvisoriamente in Birmania durante l'occupazione giapponese della Birmania
Bandiera dello Stato di Birmania, Stato fantoccio dell'Impero giapponese (1943-1945)
Prima bandiera della Birmania indipendente, utilizzata anche nel primo periodo della Birmania socialista (1948-1974)
Bandiera della Repubblica Socialista dell'Unione Birmana e dell'Unione del Myanmar durante il governo del Consiglio di Stato per la Pace e lo Sviluppo (1974-2010)

### Proposte del 2019

Bandiera proposta nel 2019 dalla Lega Nazionale per la Democrazia, ma non adottata
Bandiera proposta nel 2019 dal SNLD, ma non adottata
Bandiera proposta nel 2019 dal ZCD, ma non adottata
Bandiera proposta nel 2019 dal Partito di Unità Nazionale, ma non adottata